# Bioplyn

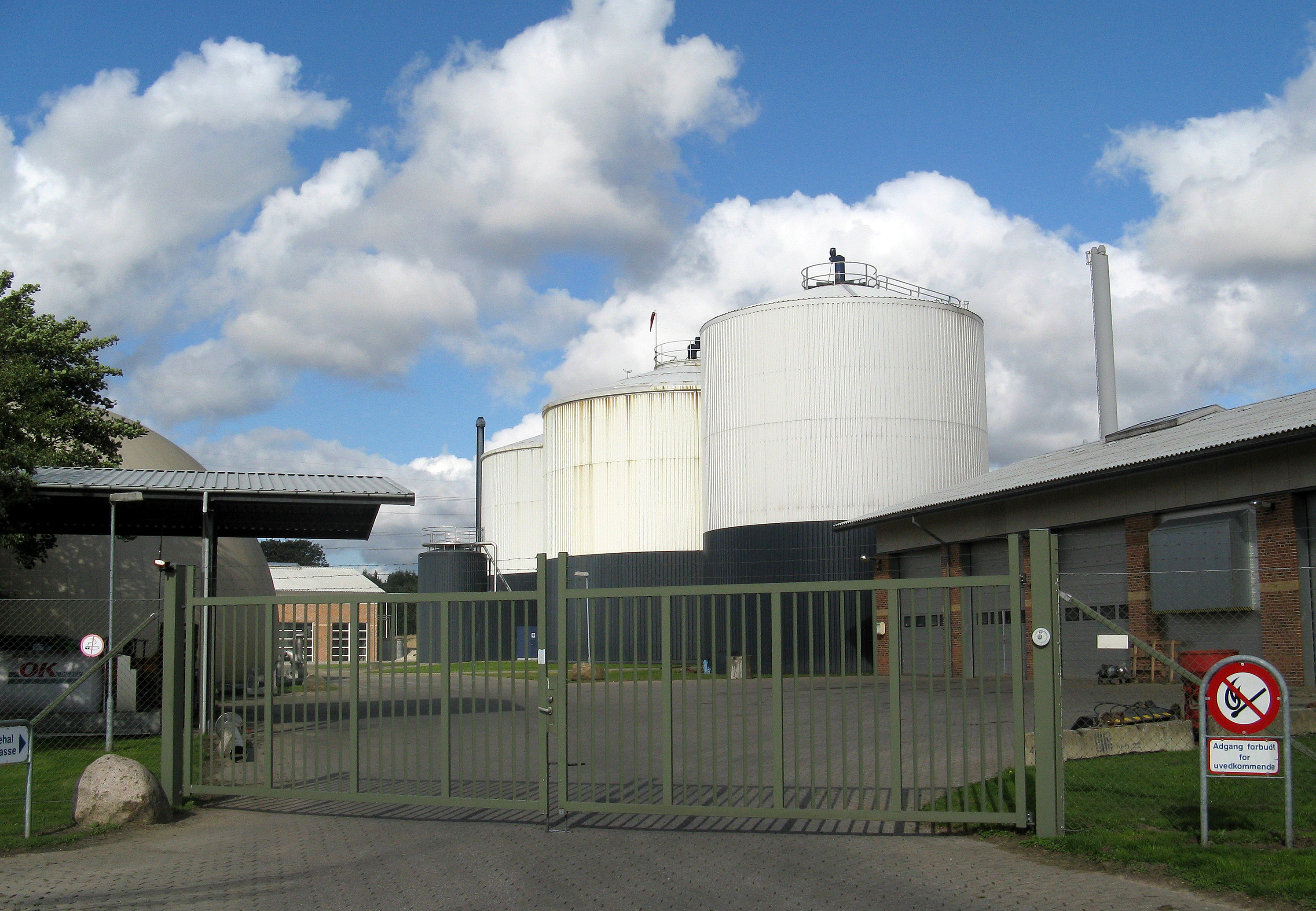
Bioplynová stanice, Aarhus, Dánsko

Bioplyn je plyn produkovaný během anaerobní digesce organických materiálů a skládající se zejména z metanu (CH4) a oxidu uhličitého (CO2).

## Zdroje bioplynu
Bioplyn je produkovaný zejména v:
- přirozených prostředích, jako jsou mokřady, sedimenty, trávicí ústrojí (zejména u přežvýkavců),
- zemědělských prostředích, jako jsou rýžová pole, uskladnění hnoje a kejdy,
- odpadovém hospodářství na skládkách odpadů (zde je označovaný jako skládkový plyn), na anaerobních čistírnách odpadních vod (ČOV), v bioplynových stanicích.

## Použití bioplynu

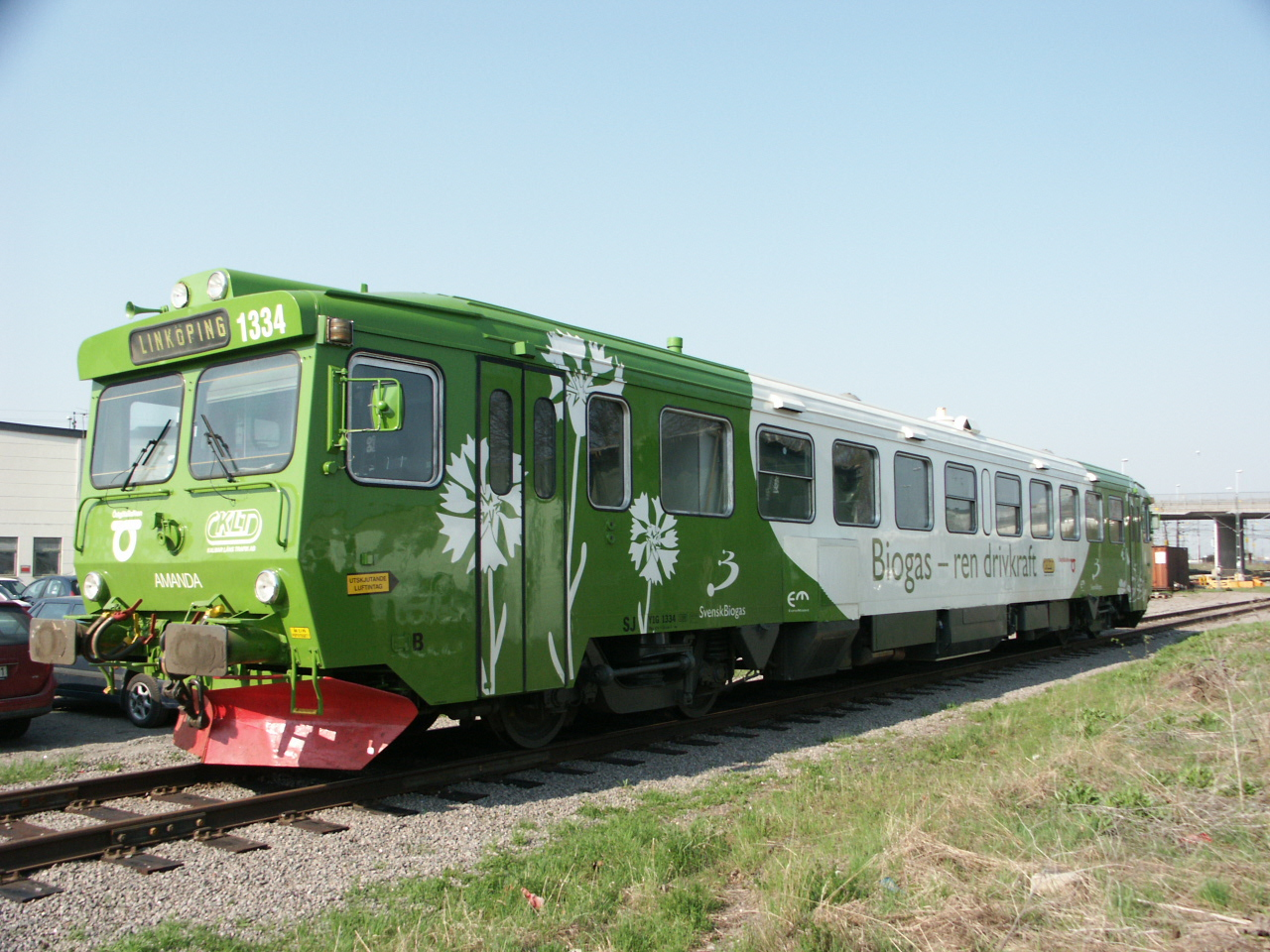
Vlak poháněný bioplynem Linköping, Švédsko (2006)

Bioplyn z bioplynových stanic, ČOV a některých skládek je používán :
- k výrobě tepla,
- k výrobě tepla a elektřiny (kogenerace) - toto je nejčastější případ,
- k výrobě tepla, elektřiny a chladu (trigenerace) - trigenerace je využívána jen výjimečně.
- k pohonu dopravních prostředků (automobily, autobusy, zemědělská technika, vlaky)

Pro pohon motorových vozidel se používá bioplyn očištěný, někdy nazývaný také biometan. Je zbaven nevhodných složek; složení metanu tím v celkovém objemu naopak narůstá. Biometan je svým složením identický se zemním plynem distribuovaným jako CNG. Rozdíl je pouze ve způsobu vzniku. Vozidla vybavená k provozu na CNG díky tomu mohou automaticky tankovat i bioplyn.

## Složení bioplynu
| Methan        | 40-75 % |
| Oxid uhličitý | 25-55 % |
| Vodní pára    | 0-10 %  |
| Dusík         | 0-5 %   |
| Kyslík        | 0-2 %   |
| Vodík         | 0-1 %   |
| Čpavek        | 0-1 %   |
| Sulfan        | 0-1 %   |

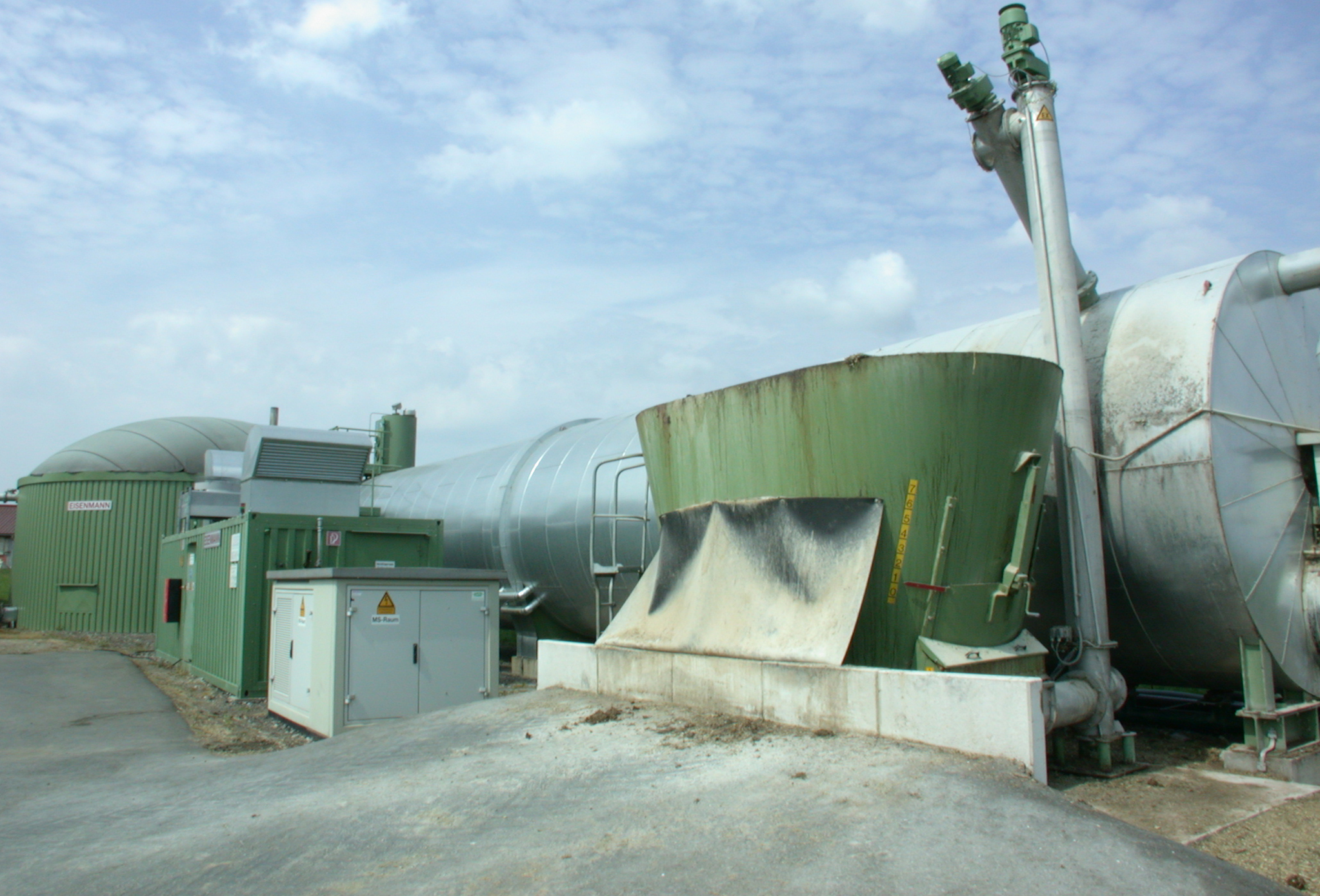
Bioplynová stanice Niederbrechen, Hesensko, Německo (2004)

Energeticky hodnotný je v bioplynu metan a vodík. Problematickými jsou sirovodík a čpavek, které je často nutné před energetickým využitím bioplynu odstranit, aby nepůsobily agresivně na strojní zařízení, zejména v kombinaci s vodní parou, resp. z ní vzniklého kondenzátu (vznikají kyseliny a další agresivní látky).

## Příklad výroby a využití
Bioplyn z vyhnívacích nádrží se využívá k pohonu speciálních dieselelektrických agregátů Ústřední čistírny odpadních vod v Praze (ÚČOV Praha), které vyrobenou elektřinou pro čističku pokrývají zhruba 50 % její spotřeby.
V roce 2023 otevírá Pražská plynárenská stanici pro filtraci metanu na čističce odpadních vod v Praze, která bude biometan vtláčet do plynárenské soustavy. Její provoz je dotovaný (komerčně by se nevyplatil) a kapacita pokryje například roční provoz 30 autobusů (na CNG) v Praze.

## Kogenerační využití bioplynu
Stejně jako u jiných zdrojů lze při zpracování bioplynu využít kogenerace. U některých bioplynových stanic je využívána i mechanická energie, čímž se dosahuje až 95% účinnosti přeměny energie. Asi 1/3 vyprodukované energie bývá ale spotřebována na vlastní provoz bioplynové stanice.
U většiny bioplynových stanic se používají pro kogeneraci naftové motory. Bioplyn se nečistí, a proto se k němu musí přidávat asi 8 % nafty (5 - 10 %) kvůli mazání a chlazení. Právě díky kogeneraci je možné dosáhnout u bioplynové stanice ekonomické rentability, jelikož výnos za odběr odpadů a prodej kompostů je doplněn výnosem z prodeje energie. Pro kogeneraci je možné využít i starší motor, který však vyžaduje repasi a úpravu. Je samozřejmě rovněž nutné počítat s častějšími poruchami, a tudíž je vhodné mít zálohu.
Největší kogenerační stanice v Evropě využívající bioplyn je v provozu ve Velkém Karlově poblíž Znojma.

## Sušení bioplynu
Sušení bioplynu znamená odstranění vlhkosti z bioplynu. Provádí se kvůli prevenci koroze zařízení pro využívání bioplynu (např. kogeneračních jednotek).
Nepříliš hluboké sušení bioplynu je možné zabezpečit prostřednictvím tepelného čerpadla. Bioplyn je ve výměníku tepla ochlazen chladicím agregátem a odloučená voda (kondenzát) je z plynu odstraněna. Poté je plyn opět zahřát teplou (kompresní) částí chladicího agregátu. Tato technologie zabezpečí vzdálení vlhkosti bioplynu od rosného bodu, je relativně jednoduchá, má nízkou spotřebu energie a ve většině případů je dostačující. (Při ochlazení bioplynu na 20 °C dojde ke snížení obsahu vody při 100% nasycení na 17,3 g/m3, což odpovídá 2,3 % objemovým.)
Hluboké sušení bioplynů je možné realizovat za pomoci tuhých sorbentů, jako je silikagel či molekulová síta, a nebo prostřednictvím kapalných sorbentů, kterými jsou zejména glykoly.

## Výroba elektřiny z bioplynu
Bioplynové stanice jsou moderní a ekologická zařízení, která se běžně provozují v ČR i ve světě. Zpracovávají širokou škálu materiálů nebo odpadů organického původu prostřednictvím procesu anaerobní digesce (bez přístupu vzduchu) v uzavřených reaktorech (fermentorech). Výsledkem procesu je bioplyn, který je zatím nejčastěji využíván k výrobě elektřiny a tepla, a dále digestát, který lze použít jako kvalitní hnojivo (obdoba kompostu).
Statistika výroby bioplynu v EU dokládá rostoucí význam tohoto oboru např. z hlediska výroby obnovitelné energie. V roce 2006 bylo v rámci zemí EU z bioplynu, kalového plynu a skládkového plynu vyrobeno celkem 17,3 TWh elektrické energie (tedy 17,3 miliard kWh). Porovnání s rokem 2005 přitom ukazuje meziroční nárůst výroby elektřiny o takřka 29 % (celkem 13,4 TWh v roce 2005). Pro představu: množství elektrické energie, vyrobené z bioplynu v celé Evropě, převyšuje o 44 % výrobu elektrické energie české jaderné elektrárny Temelín (12,02 TWh v roce 2006).
Bioplynové stanice zpracovávají mimo vedlejších zemědělských produktů i průmyslové a komunální bioodpady. Bioplynové stanice mohou být zemědělské, kde bývá nejčastěji provozovatelem větší zemědělský podnik, nebo stanice komunální a průmyslové související s čistírnami odpadních vod, kde bývá provozovatelem např. město či průmyslový podnik. Do kategorie bioplynových stanic se ještě řadí skládkový plyn, který je řízeně produkován a jímán ze skládek odpadů.